# Pono
Pono es una palabra hawaiana que suele ser traducida como "justicia" o "rectitud". Así se lo hace en la versión inglesa del lema del Estado de Hawái: Ua Mau ke Ea o ka ʻĀina i ka Pono ("The Life of the Land Is Perpetuated in Righteousness", es decir, "La vida de la tierra se mantiene en Justicia"). Con un sentido similar aparece en el himno de Háwai: "Hawaiʻi Ponoʻī", que se traduce como Hawái tiene verdaderos hijos.
Pono es, de todos modos, un término polisémico. El Diccionario de hawaiano de Pukui y Elbert proporciona seis significados y más de ochenta equivalentes en inglés. Entre ellos: bondad, rectitud y prosperidad. También puede designar los recursos, las pertenencias y los bienes domésticos, así como lo correcto, lo necesario y algo satisfactorio. Finalmente indica la esperanza y, usado como partícula antes de otro término; denota que es informal o impropio.
La palabra tiene una connotación importante en el universo cultural de los hawaianos; se refiere a cierta armonía espiritual que se obtiene con el Hoʻoponopono. Modernamente se usa en "afirmaciones positivas", en rituales nativos de curación y en el Movimiento Hawaiano de la Soberanía.